# Rosana (futebolista)
Rosana dos Santos Augusto (São Paulo, 7 de julho de 1982) é uma treinadora e ex-futebolista brasileira que atuava como lateral-esquerda e meia.atualmente comanda o time feminino do Flamengo .sendo uma das atletas com a maior diversidade de títulos da história mundial. Além de ser medalhista olímpica, campeã dos Jogos Pan-Americanos e vice-campeã do mundo, acumula títulos como: campeã da Champions League, da Libertadores da América, da Liga Norte-Americana, do Mundial de Clubes, da Copa França, do Campeonato Austríaco, da Universíade, do Campeonato Sul-Americano e do Campeonato Brasileiro.
Anunciou sua aposentadoria em janeiro de 2019, quando passou a se dedicar a assessoria esportiva, como intermediadora de futebol. Voltou aos gramados em setembro de 2019 pela Ferroviária para disputar a Copa Libertadores da América.
Após deixar definitivamente os gramados, Rosana comandou Athletico Paranaense e Red Bull Bragantino até ser contratada pela CBF para dirigir a Seleção Brasileira Sub-20 na reta final de 2023. À frente da amarelinha, conquistou o Sul-Americano da categoria de forma invicta e disputou o Mundial na Colômbia.Hoje atua como treinadora do Flamengo

## Carreira
Iniciou sua carreira no futebol ainda muito nova. Com 11 anos, jogava pelo time de futsal da escola e, com as competições, acabou sendo vista pelo São Paulo F.C., clube pelo qual deu início efetivamente à sua carreira como profissional em 1997, com apenas 14 anos. Com 15, já havia sido inscrita para competir o Campeonato Brasileiro e com 17, foi convocada para a Seleção Brasileira pela primeira vez.
Depois do São Paulo, passou pelo Corinthians (2001) e pelo Internacional (2004-2004), e no final de 2003 aceitou um convite para jogar na Áustria pelo SV Neulengbach, onde ficou até 2009 quando entra para o Sky Blue F.C., nos Estados Unidos.[carece de fontes?]
De volta ao Brasil em 2011, tem uma passagem por um ano no Centro Olímpico e, em 2012, retorna à Europa, desta vez para atuar no Lyon, na França, onde conquistou a Champions League.
Depois de uma passagem pela Noruega, atuando pelo Avaldsnes IL, volta ao Brasil para jogar pelo São José E.C. Por esse clube, foi campeã da Libertadores e do Mundial de Clubes em 2014.
Em 2015, integra por um período a Seleção Permanente, disputando a Copa do Mundo no Canadá, partindo para o Paris Saint-Germain em 2016.
Em 2017, acertou com o Corinthians/Audax para a disputa da Libertadores Feminina, levando seu segundo título na competição.
No ano seguinte, entra para o Santos F.C. de Emily Lima, conquistando o Campeonato Paulista e o segundo lugar na Libertadores. No final de 2018, anuncia sua aposentaria e passa a atuar nos bastidores, com agenciamento de atletas.
Em 2019, recebe um convite para voltar aos gramados pela Ferroviária a fim de disputar a Libertadores.

## Seleção

### Jogos Olímpicos
Pela Seleção Brasileira, atuou nos Jogos Olímpicos de Atenas 2004 e nos Jogos Olímpicos de Pequim 2008, conquistando, em ambas as edições, a medalha de prata. E ainda participando em 2012.

### Jogos Pan-americanos
Foi medalha de ouro nos Jogos Panamericanos de 2007, no Rio de Janeiro. Marcou os dois gols da vitória brasileira na semifinal da competição, contra o México.

### Copa do Mundo
Integrou a seleção brasileira vice-campeã da Copa do Mundo de 2007, na China.

### Campeonato Sul-Americano
Participou da Seleção Brasileira campeã do Campeonato Sul-Americano de 2010.

### Gols pela Seleção Brasileira principal
|    | Data                | Local                     | Resultado | Adversário | Gols | Competição    |
| -- | ------------------- | ------------------------- | --------- | ---------- | ---- | ------------- |
| 1. | 29 de junho de 2011 | Mönchengladbach, Alemanha | 1–0       | Austrália  | 1    | Copa do Mundo |
| 2. | 3 de julho de 2011  | Wolfsburg, Alemanha       | 3–0       | Noruega    | 1    | Copa do Mundo |

## Títulos
Corinthians/Audax
- Copa Libertadores da América de Futebol Feminino: 1 (2017)

Santos
- Campeonato Paulista: 2018[8]

Seleção Brasileira
- Jogos Pan-Americanos: 1 (Rio de Janeiro 2007)
- Campeonato Sul-Americano: 1 (2010)

Individuais
- Seleção do Campeonato Paulista: 2018[8]